# Nesle-et-Massoult
Nesle-et-Massoult ist eine französische Gemeinde mit 79 Einwohnern (Stand: 1. Januar 2022) im Département Côte-d’Or in der Region Bourgogne-Franche-Comté. Die Gemeinde gehört zum Arrondissement Montbard und zum Kanton Montbard. 

## Geographie
Nesle-et-Massoult liegt etwa 68 Kilometer nordwestlich von Dijon und etwa 64 Kilometer östlich von Auxerre am Laignes. Umgeben wird Nesle-et-Massoult von den Nachbargemeinden Balot im Norden, Ampilly-le-Sec im Nordosten, Coulmier-le-Sec im Osten, Puits im Südosten, Savoisy im Süden und Südwesten, Fontaines-les-Sèches im Westen sowie Laignes im Nordwesten.

## Bevölkerungsentwicklung
| Jahr                       | 1962 | 1968 | 1975 | 1982 | 1990 | 1999 | 2006 | 2019 |
| Einwohner                  | 134  | 122  | 99   | 80   | 92   | 101  | 89   | 76   |
| Quellen: Cassini und INSEE |      |      |      |      |      |      |      |      |

## Sehenswürdigkeiten
- Kirche Saint-Martin
- Kapelle Sainte-Marie-Madeleine aus dem 12. Jahrhundert

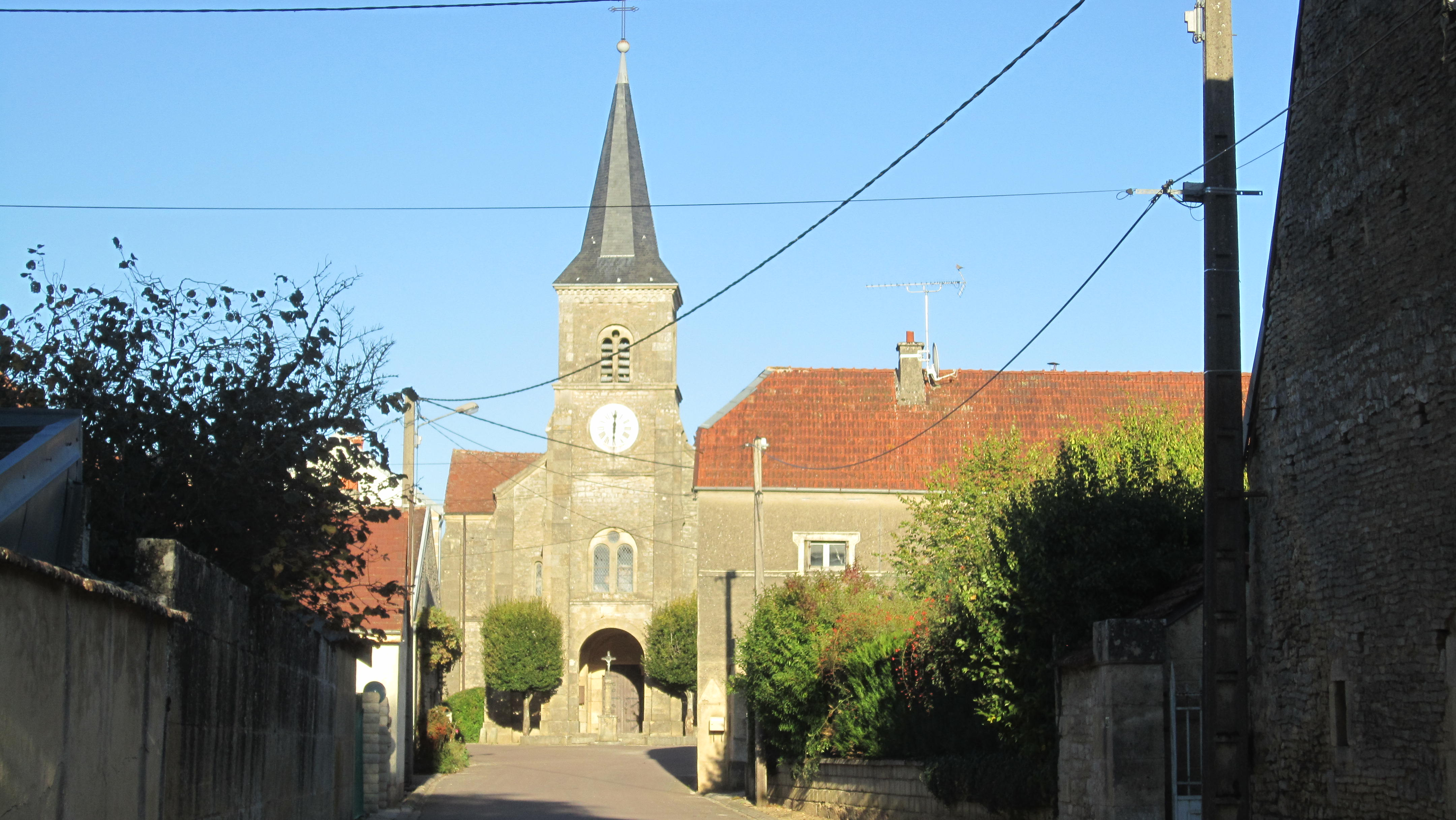
Blick auf die Kirche Saint-Martin
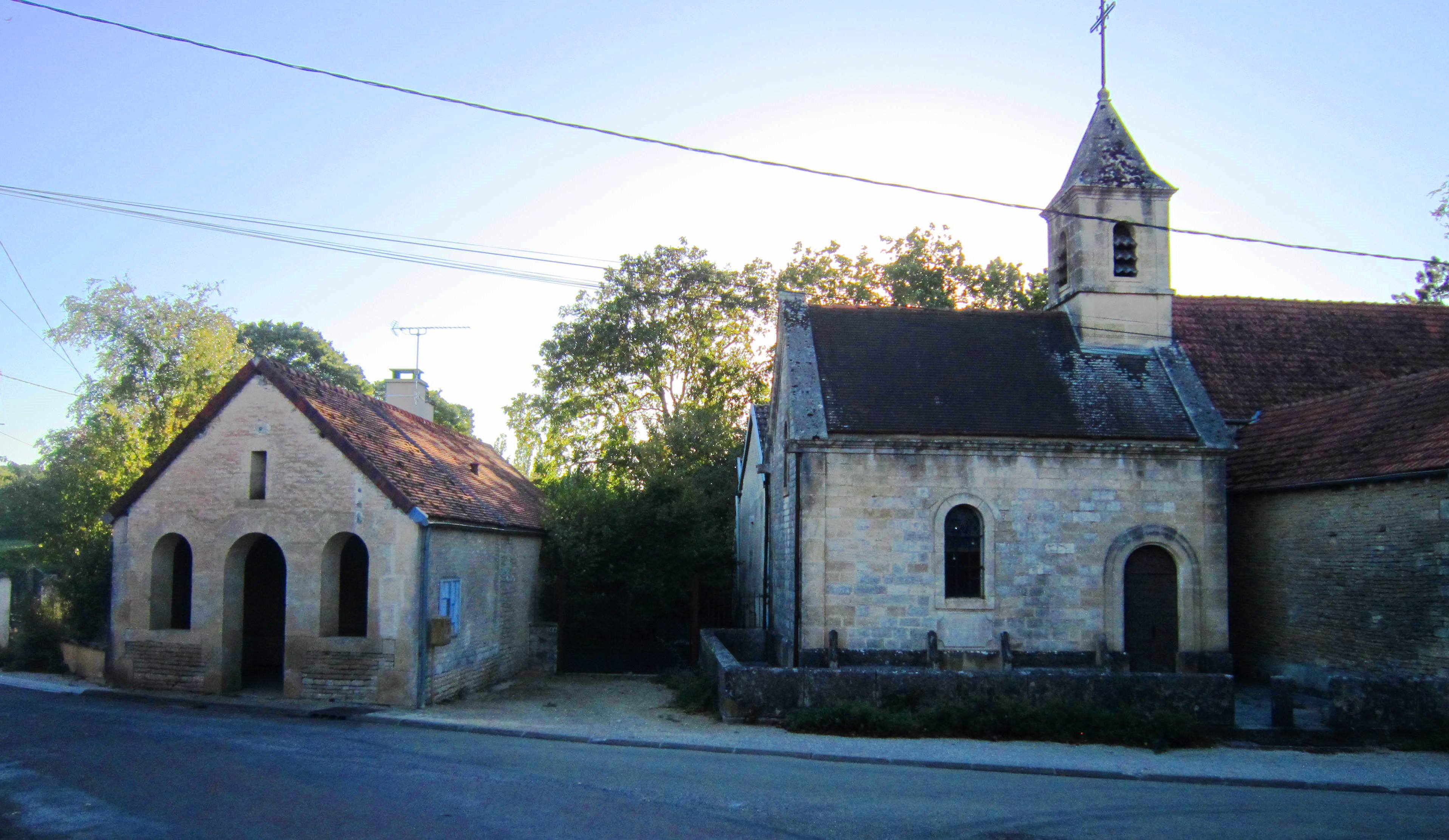
Kapelle Sainte-Marie-Madeleine